# Скоморохов, Михаил Юрьевич
Михаил Юрьевич Скоморохов (род. 3 августа 1949) — советский и российский актёр, режиссёр и театральный педагог. Народный артист России (1996), профессор (2005), член Общероссийской общественной организации «Союз театральных деятелей Российской Федерации (Всероссийское театральное общество)» (1980).

## Биография
Родился 3 августа 1949 года в селе Байкалово Свердловской области.
После окончания средней школы работал заведующим Шадринским сельским клубом и инструктором районного Дома культуры. В 1967 году поступил на актёрский факультет Свердловского театрального училища (ныне Екатеринбургский государственный театральный институт), по окончании которого работал артистом Белгородского драматического театра и Рязанского театра юного зрителя.
Затем в 1977 году Скоморохов окончил Московское театральное училище им. Б. В. Щукина (ныне Театральный институт имени Бориса Щукина) и Высшие режиссёрские курсы (Москва) в 1982 году. В 1977—1981 годах работал директором и режиссёром Магнитогорского театра кукол «Буратино». С февраля 1982 года — главный режиссёр и художественный руководитель Пермского областного театра юного зрителя.
За годы творческой деятельности Михаил Юрьевич поставил более 60 спектаклей в Москве, Санкт-Петербурге, Свердловске, Калуге, Магнитогорске, Перми (из них свыше 40 — на сцене Пермского театра юного зрителя). Является инициатором проведения в Москве и Перми Международного фестиваля «Мини-Авиньон-off» (1997, 1999) с участием театров из Парижа, Марселя и Авиньона. С 1990 года М. Ю. Скоморохов — преподаватель кафедры режиссуры и актёрского мастерства Пермского государственного института искусства и культуры, профессор. Является членом краевой комиссии по присуждению премий в сфере культуры и искусства.
В 2013 году перенёс сложную операцию.

## Заслуги
- Орден Почёта (2007).
- Народный артист Российской Федерации (1996).
- Заслуженный деятель искусств РСФСР (1988).
- Кавалер Почётного знака «Общественное признание» (2001), лауреат премии Пермской области в сфере культуры и искусства (1995), лауреат премии Пермского края в сфере культуры и искусства (2007).
- Почётный гражданин Перми (2002)[4] и Байкаловского района (2006).
- Четыре раза удостоен Гран-при областного (ныне — краевого) фестиваля «Волшебная кулиса»: за постановку спектаклей «Вишнёвый сад» (1997), «Вальпургиева ночь» (1998), «Гроза» (2001), «Чонкин» (2007).
- Лауреат премии Правительства Российской Федерации за постановку спектакля по рассказам Василия Шукшина «Охота жить!..» (2009, лауреат Российской национальной театральной премии «Арлекин» (2010)[5].
- Лауреат премии «Золотая маска» в номинации «За выдающийся вклад в развитие театрального искусства» (2022)[6]